# Thecla gibberosa
Thecla gibberosa är en fjärilsart som beskrevs av William Chapman Hewitson 1867. Thecla gibberosa ingår i släktet Thecla och familjen juvelvingar. Inga underarter finns listade i Catalogue of Life.